# Mercedes-AMG X290
Mercedes-AMG GT 4-dörrars Coupé  (internkod: X290) är en Gran turismo som den tyska biltillverkaren Mercedes-Benz dotterbolag Mercedes-AMG introducerade i mars 2018.
Trots namnet har fyrdörrarskupén inte mycket gemensamt med sportbilen Mercedes-AMG GT med dess aluminiumkaross och transaxel. Den är istället baserad på Mercedes-Benz CLS-klass. Den sexcylindriga versionen är en mildhybrid med en 22 hk elmotor som kan driva bilen korta sträckor i låga hastigheter.
Versioner:
| Modell               | Årsmodell | Motor                     | Cylindervolym | Effekt       | Bränslesystem                        |
| -------------------- | --------- | ------------------------- | ------------- | ------------ | ------------------------------------ |
| GT43                 | 2019-     | M256: 6-cyl radmotor DOHC | 2999 cm³      | 367 hk       | Direktinsprutning, turbo             |
| GT53                 | 2019-     | M256: 6-cyl radmotor DOHC | 2999 cm³      | 435 hk       | Direktinsprutning, biturbo           |
| GT63                 | 2019-     | M177: 8-cyl V-motor DOHC  | 3982 cm³      | 585 hk       | Direktinsprutning, biturbo           |
| GT63 S               | 2019-     | M177: 8-cyl V-motor DOHC  | 3982 cm³      | 639 hk       | Direktinsprutning, biturbo           |
| GT63 S E Performance | 2022-     | M177: 8-cyl V-motor DOHC  | 3982 cm³      | 639 + 204 hk | Direktinsprutning, biturbo + elmotor |